# Pinky Dinky Doo
Pinky Dinky Doo (2006-2011) – amerykański serial fabularno-animowany, którego bohaterami są różowowłosa dziewczynka imieniem Pinky i jej brat Tomcio.

## Bohaterowie
- Pinky - tytułowa bohaterka serialu. W pudle zwanym „bajka-samograjka” wymyśla różne historie. Jest pomysłowa.
- Tomcio - młodszy brat Pinky.
- Pani Dinky Doo - matka Pinky i Tomcia.
- Pan Dinky Doo - ojciec Pinky i Tomcia.
- Pan Gienio - niebieska świnka morska płci męskiej.
- Delfina WC - przyjaciółka Pinky.
- Mikołaj Ciacho - przyjaciel Pinky.

## Gry
- Kto to powiedział? (ang. Who Said This?) - w tej grze Pinky pokazuje trzy postacie. Każda z nich powie to samo zdanie. Widz musi wskazać, która postać to powiedziała.
- Jaki tytuł ma bajka? (ang. What's the Name of My Story?) - w tej grze widz musi wskazać tytuł dzisiejszej historii. Pinky poda trzy tytuły. Tylko jeden jest poprawny, a dwa pozostałe są błędne.
- Kto to jest? (ang. Who Is This?) - za serem jest ukryty bohater wymyślony bohater. Widz musi zgadnąć, kto to jest.
- Co było najpierw? (ang. What Came First?) - w tej grze Pinky pokazuje zdjęcia z każdej wymyślonej bajki. Widz musi wskazać, który moment był pokazny jako pierwszy.
- Zjedz to - załóż to (ang. Eat It Or Wear It) - w tej grze pojawi się dana rzecz. Jeżeli widz zobaczy jedzenie to powie „Zjedz to”, a jeżeli ubranie - „Załóż to”.
- Gra słowna (ang. Great Big Fancy Word Game) - w tej grze widz musi wypowiedzieć słowo, jakie pojawiło się w każdym odcinku.
- Gdzie jest Pinky? (ang. Where Is Pinky?)
- Który z bohaterów jest prawdziwy? (ang. Which is the Right Pinky/Tyler/Mr. Guinea Pig/monster?) - w tej grze Pinky pokazuje cztery wizerunki bohaterów, którzy występ mieli w dzisiejszej bajce. Tylko jeden z nich jest poprawny, a trzy pozostałe są błędne.
- Jaki był mój pomysł? (ang. What Was My Big Idea?) - w tej grze widz zobaczy problem, który pojawił się w danym odcinku, oraz trzy rozwiązania. Tylko jedno z nich rozwiąże problem, a dwa nie.
- Co to za dźwięk? (ang. What Is That Sound?)
- Kto jest głównym bohaterem bajki? (ang. Who Were the Main Characters?)
- Czy to jest miejsce w mojej bajce? (ang. Was This a Setting?)

## Wersja polska
Wersja polska: na zlecenie BBC Worldwide – Start International Polska

Reżyseria:
- Elżbieta Kopocińska-Bednarek,
- Małgorzata Kaźmierska (odc. 53-104)

Dialogi:
- Magdalena Dwojak,
- Jakub Osiński (odc. 53-104)

Dźwięk i montaż:
- Michał Skarżyński,
- Hanna Makowska (odc. 53-104)

Kierownictwo produkcji: Anna Kuszewska (odc. 53-104)

Udział wzięli:
- Martyna Sommer – Pinky Dinky Doo
- Jan Rotowski – Tomcio
- Anna Apostolakis – Pani Zero
- Leszek Zduń – Tata
- Agnieszka Kunikowska – Mama
- Justyna Bojczuk – Delfina
- Krzysztof Szczerbiński – Pan Gienio
- Wit Apostolakis-Gluziński – Jacek (odc. 38)
- Wojciech Rotowski
- Mateusz Narloch
- Jarosław Domin
- Joanna Węgrzynowska
- Beata Wyrąbkiewicz
- Joanna Pach
- Jerzy Mazur
- Marek Bocianiak
- Cezary Kwieciński
- Jakub Szydłowski
- Klaudiusz Kaufmann

Lektor: Grzegorz Pawlak (odc. 1-104)

## Spis odcinków
| N/o            | Polski tytuł                            | Angielski tytuł                                 |
| -------------- | --------------------------------------- | ----------------------------------------------- |
|                |                                         |                                                 |
| SERIA PIERWSZA |                                         |                                                 |
|                |                                         |                                                 |
| 001            | Gdzie są moje buty?                     | Where Are My Shoes?                             |
|                |                                         |                                                 |
| 002            | Pinky i bułeczki                        | Pinky Dinky Doo and the Outer Space Fluffy Buns |
|                |                                         |                                                 |
| 003            |                                         | Tyler's Great Big Solo                          |
|                |                                         |                                                 |
| 004            | Pinky i ospa                            | Polka Dot Pox                                   |
|                |                                         |                                                 |
| 005            | Pinky i marudny Aligator                | Pinky and the Grumpy Alligator                  |
|                |                                         |                                                 |
| 006            |                                         | The Horn and Antler Club                        |
|                |                                         |                                                 |
| 007            | Tomcio, Dinky Doo i piraci              | Tyler Dinky Doo and the Pirate Crew             |
|                |                                         |                                                 |
| 008            | Pinky Dinky Doo i zaginione dinozaury   | Pinky Dinky Doo and the Missing Dinosaurs       |
|                |                                         |                                                 |
| 009            | Pinky i artysta                         | Pinky Dinky Doo and the Pizza Artist            |
|                |                                         |                                                 |
| 010            | Pinky Dinky Doo i przyjęcie u zwierząt  | Pinky Dinky Doo and the Party Animals           |
|                |                                         |                                                 |
| 011            | Wzrostomierz Tomcia                     | Tyler's Tall O'Meter                            |
|                |                                         |                                                 |
| 012            | Ludzie z chmur                          | Pinky Dinky Doo and the Cloud People            |
|                |                                         |                                                 |
| 013            | Straszne przebranie Tomcia              | Tyler Dinky Doo's Big Boo                       |
|                |                                         |                                                 |
| 014            | Pinky i nowa nauczycielka               | Pinky and the New Teacher                       |
|                |                                         |                                                 |
| 015            | Superbohater Tomcio                     | Tyler Dinky Doo to the Rescue                   |
|                |                                         |                                                 |
| 016            | Mała Pinky                              | Shrinky Pinky                                   |
|                |                                         |                                                 |
| 017            | Wciągająca gra Tomcia                   | Tyler's Too Cool Game                           |
|                |                                         |                                                 |
| 018            | Gieniu, wracaj do domu                  | Come Home, Little Guinea Pig                    |
|                |                                         |                                                 |
| 019            | Pinky i super spaghetti węzeł           | Pinky and the Super Spaghetti Knot              |
|                |                                         |                                                 |
| 020            | Pierwszy dzień w szkole                 | Back to School is Cool                          |
|                |                                         |                                                 |
| 021            |                                         | Tyler Dinky Doo's Sporting News                 |
|                |                                         |                                                 |
| 022            |                                         | Dragon Needs a Sippy Cup                        |
|                |                                         |                                                 |
| 023            | Tomcio Dinky Doo i legenda drzewo-głowa | Tyler Dinky Doo and the Legend of Twigfoot      |
|                |                                         |                                                 |
| 024            |                                         | Pinky and the Big Rainy Day                     |
|                |                                         |                                                 |
| 025            |                                         | Pinky's Awful Good Day                          |
|                |                                         |                                                 |
| 026            |                                         | Tyler's Neat-o Tuxedo                           |
|                |                                         |                                                 |
| 027            |                                         | Pinky's Wintery Dintery Doo                     |
|                |                                         |                                                 |
| 028            |                                         | Pinky's Great Big Concert                       |
|                |                                         |                                                 |
| 029            |                                         | The Great Big Cheese Chase                      |
|                |                                         |                                                 |
| 030            |                                         | Try It, You'll Like It…Pretty Much              |
|                |                                         |                                                 |
| 031            | Duplikaty Pinky Dinky                   | Pinky Dinky Duplicate                           |
|                |                                         |                                                 |
| 032            | Chcę to mieć                            | I Want That                                     |
|                |                                         |                                                 |
| 033            |                                         | Boom! Sonic Boom!                               |
|                |                                         |                                                 |
| 034            | Pinky zwierzątko                        | Pinky the Pet                                   |
|                |                                         |                                                 |
| 035            | Lekcja pływania                         | Guppy Training Day                              |
|                |                                         |                                                 |
| 036            | Pinky i opiekunka                       | Pinky and the Babysitter                        |
|                |                                         |                                                 |
| 037            | Szczęśliwa skarpeta Tomcia              | Tyler's Lucky Sock                              |
|                |                                         |                                                 |
| 038            | Nocowanie u Tomcia                      | Tyler's Best Sleepover Ever                     |
|                |                                         |                                                 |
| 039            | Wielki talent Pinky                     | Pinky's Big Talent                              |
|                |                                         |                                                 |
| 040            | Pinky i zaginiona trąbka                | Pinky Dinky Re-Doo                              |
|                |                                         |                                                 |
| 041            |                                         | Tyler's Super Family                            |
|                |                                         |                                                 |
| 042            | Pinky i lodowe bobasy                   | Pinky and the Ice Cream Babies                  |
|                |                                         |                                                 |
| 043            | Pan Gienio i duża kość                  | Mr. Guinea Pig and the Big Bone                 |
|                |                                         |                                                 |
| 044            | Pan Gienio, super gwiazda               | Mr. Guinea Pig, Superstar                       |
|                |                                         |                                                 |
| 045            | Pinky i różowy fenomen                  | Pinky and the Pink Phenomenon                   |
|                |                                         |                                                 |
| 046            | Marzenia o dwóch kółkach                | Two Wheel Dreams                                |
|                |                                         |                                                 |
| 047            | Do łóżka, Tomciu!                       | Go to Bed, Tyler!                               |
|                |                                         |                                                 |
| 048            |                                         | Mr. Guinea Pig's Loose Tooth                    |
|                |                                         |                                                 |
| 049            |                                         | Think Pink                                      |
|                |                                         |                                                 |
| 050            | Pierwszy lot Tomcia                     | Tyler's First Flight                            |
|                |                                         |                                                 |
| 051            | Pinky i zamek z kart                    | Pinky and the Castle of Cards                   |
|                |                                         |                                                 |
| 052            |                                         | Daddy’s Special Shirt                           |
|                |                                         |                                                 |
| SERIA DRUGA    |                                         |                                                 |
|                |                                         |                                                 |
| 053            | Pinky zaczyna myśleć                    | Pinky Thinky Doo!                               |
|                |                                         |                                                 |
| 054            | Pustka w głowie                         | Big Brain Block!                                |
|                |                                         |                                                 |
| 055            | Wielka trąba                            | Tooting Trunk!                                  |
|                |                                         |                                                 |
| 056            | W ciemności                             | In the Dark!                                    |
|                |                                         |                                                 |
| 057            | Brzydki zapach                          | Stinky Pinky Doo!                               |
|                |                                         |                                                 |
| 058            | Planeta kucharzy                        | Kooky Cook-Off!                                 |
|                |                                         |                                                 |
| 059            | Szybka rakieta                          | Speed Rocket!                                   |
|                |                                         |                                                 |
| 060            | Wileki Biscotti                         | The Great Biscotti                              |
|                |                                         |                                                 |
| 061            | Podróżowanie                            | The Trip Not Taken!                             |
|                |                                         |                                                 |
| 062            | Najpierw zapytaj                        | Always Ask First!                               |
|                |                                         |                                                 |
| 063            | Burczybrzuch                            | Burpzilla!                                      |
|                |                                         |                                                 |
| 064            | Udanego beknięcia                       | Happy Burp Day!                                 |
|                |                                         |                                                 |
| 065            | Tomcio niszczy pudełko bajek            | Tyler's Storybox Disaster                       |
|                |                                         |                                                 |
| 066            | Balonowe stopy                          | Balloony Feet                                   |
|                |                                         |                                                 |
| 067            | Bańka hałasu                            | Big Blob of Talk                                |
|                |                                         |                                                 |
| 068            | Kurczak Vicki                           | Vicki Chicken                                   |
|                |                                         |                                                 |
| 069            | Ryczący tezaurus                        | The Thundering Thesaurus                        |
|                |                                         |                                                 |
| 070            | Koncert Pinky                           | The Pinkys Rock                                 |
|                |                                         |                                                 |
| 071            | Tajemnicza planeta                      | The Mystery Planet                              |
|                |                                         |                                                 |
| 072            | Tańcząca ośmiornica                     | Octopus in Tap Shoes                            |
|                |                                         |                                                 |
| 073            | Dino Pinky                              | Pinky Dinky Rex                                 |
|                |                                         |                                                 |
| 074            | Pudelek się chowa                       | Puppy-Go-Seek                                   |
|                |                                         |                                                 |
| 075            | Kukurydza                               | Pop the Corn                                    |
|                |                                         |                                                 |
| 076            | Wyspa ciastek                           | Lord of the Pies                                |
|                |                                         |                                                 |
| 077            | Wielka przygoda                         | Great Big Nature                                |
|                |                                         |                                                 |
| 078            | Małpie miasto                           | Monkey Town                                     |
|                |                                         |                                                 |
| 079            | Homar z Loch Śmieć                      | Loch Mess Lobster                               |
|                |                                         |                                                 |
| 080            | Super śmiała Doo i wielki korek         | Super Doo and Traffic Too                       |
|                |                                         |                                                 |
| 081            | Dwie Delfiny                            | The Two Daffinees                               |
|                |                                         |                                                 |
| 082            | Gorąco, gorąco, gorąco                  | Hot Hot Hot                                     |
|                |                                         |                                                 |
| 083            | Legenda o Błękitku                      | The Legend of Big Blue                          |
|                |                                         |                                                 |
| 084            | Moc spiętych włosów                     | Ponytail Power!                                 |
|                |                                         |                                                 |
| 085            | Najlepsze prezenty                      | Pinky Perfect Present                           |
|                |                                         |                                                 |
| 086            | Pinky i skrzypienie                     | Pinky Squeaks                                   |
|                |                                         |                                                 |
| 087            | Wielki festiwal fasoli                  | Great Big Bean Festival                         |
|                |                                         |                                                 |
| 088            | Gdzie jest moja mama?                   | Are You My Mummy?                               |
|                |                                         |                                                 |
| 089            | Koszulka Tomcia                         | Tyler's Silly Shirt                             |
|                |                                         |                                                 |
| 090            | Brakująca strona                        | Pinky's Missing Page                            |
|                |                                         |                                                 |
| 091            | Tipsy Topsy                             | Tipsy Topsy                                     |
|                |                                         |                                                 |
| 092            | Dorastanie                              | Growing Up Stretchy                             |
|                |                                         |                                                 |
| 093            | Hotel Squeedorp Grand                   | Squeedorp Grand                                 |
|                |                                         |                                                 |
| 094            | Dziwaczna czapka                        | The Pinky-riffic Hat                            |
|                |                                         |                                                 |
| 095            | Tomcio i restauracja                    | Tyler and The 4 M's                             |
|                |                                         |                                                 |
| 096            | Obietnica to obietnica                  | A Promise is a Promise                          |
|                |                                         |                                                 |
| 097            | Co gryzie Tomcia?                       | What's Bugging Tyler                            |
|                |                                         |                                                 |
| 098            | Muzeum Pania Gienia                     | Mr. Guinea Pig's Museum                         |
|                |                                         |                                                 |
| 099            | Jedna mała kropla                       | Teeny Weeny Waste                               |
|                |                                         |                                                 |
| 100            | Pinky i kaczka                          | Pinky and the Duck                              |
|                |                                         |                                                 |
| 101            | Witamy Nowy Rok                         | Great Big New Year                              |
|                |                                         |                                                 |
| 102            | Nowy Rok Pinky                          | Pinky's Happy Doo Year                          |
|                |                                         |                                                 |
| 103            | Najdziwniejsza bajka Pinky              | Pinky's Silliest Story                          |
|                |                                         |                                                 |
| 104            | Pomysł Tomcia                           | Tyler's Big Idea                                |
|                |                                         |                                                 |